# Флаг Лиды
Флаг Лиды — официальный геральдический символ города Лида Гродненской области Беларуси. Флаг утверждён Указом Президента Республики Беларусь от 9 сентября 2009 года (№ 450).

## Описание
Флаг представляет собой прямоугольное полотнище с соотношением сторон 1:2, которое состоит из двух одинаковых по размеру горизонтальных полос: верхней красного цвета — и нижней — голубого, в центре которого размещается изображение герба Лида.